# Justicia steinbachiorum
Justicia steinbachiorum är en akantusväxtart som beskrevs av Wassh. och J.R.I.Wood. Justicia steinbachiorum ingår i släktet Justicia och familjen akantusväxter. Inga underarter finns listade i Catalogue of Life.